# Bilabria
Bilabria es un género de peces de la familia Zoarcidae en el orden de los Perciformes.

## Especies
- Bilabria gigantea   Anderson & Imamura, 2008
- Bilabria ornata  Soldatov, 1922